# 26. dynastie
26. dynastie podle řeckého jména svého sídelního města Sais je také nazývaná jako "Sajská dynastie". Doba její vlády se uvádí v rozmezí 665 - 525 př. n. l. Podle chronologie staroegyptské historie a v návaznosti na 24. dynastii je řazena do Pozdní doby.

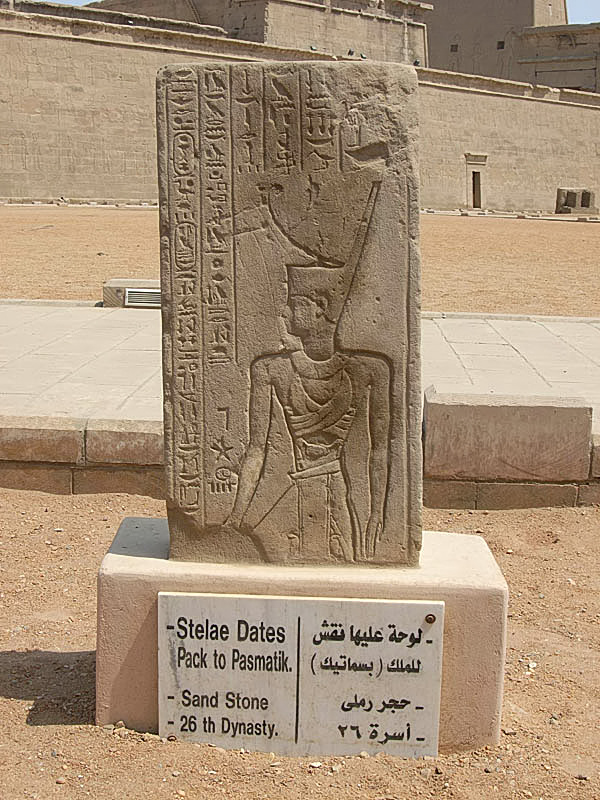
Stéla Psammetik I., Chrám v Edfu

## Formování 26. dynastie

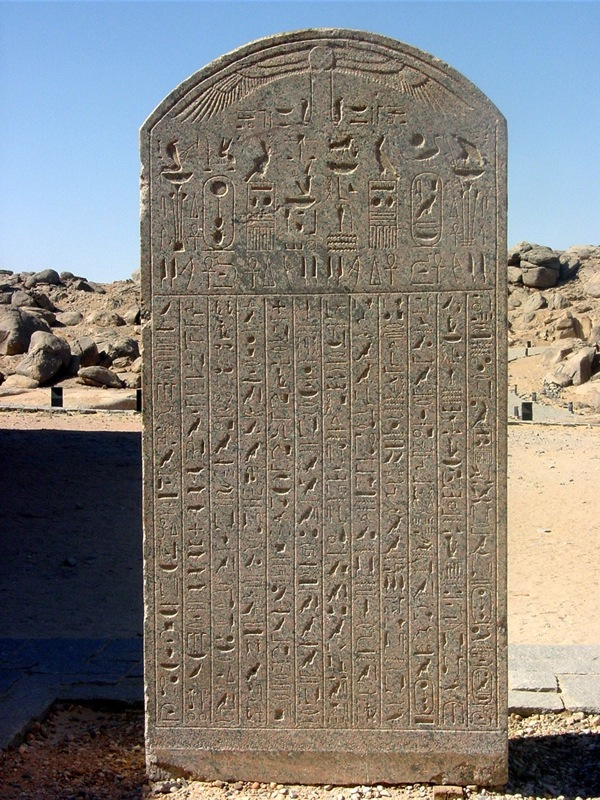
Stéla Psammetik II. oslavuje vítězství v Nubii,
chrám v Bab al-Kalabsha

U zrodu 26. dynastie v Sais byl vládce Neko I., dosazený s podporou asyrského krále Aššurbanipala, a to ještě za panování faraona Taharky z "Nubijské dynastie". Teprve jeho syn Psammetik I. je považován za zakladatele 26. dynastie. Zároveň se v této době formovaly nové mocenské poměry v oblasti Levanty. Moc Assýrie po smrti Aššurbanipala (~627 př.Kr.) oslábla vnitřními rozpory, na východě se formovala říše Achaimenovců, v Mezopotamii přetrvávala mocná Babylonie, která za vlády Nabopolasara Asýrii ovládla (~609 př.Kr.). Historie těchto dějů, plná válečných střetů, nepochybně ovlivnila i počáteční období 26. dynastie.

## Genese 26. dynastie
Zakladatel Psammetik I., který vládl poměrně dlouhou dobu, ~ 54 let, udržel celistvost Dolního Egypta a v 8. roce své vlády ovládl podstatnou část Horního Egyptu, přičemž reálnou moc uplatňoval až v Thébách, odkud vytlačil dosud dominantní Nubijce a posledního vládce 25. dynastie krále Tantamani . Psammetik I. se prohlásil za vládce Horního a Dolní Egypta, se symboly faraona. Jeho vláda byla relativně úspěšná, Egypt prosperoval a dařilo se mu obhájit územní celistvost. V ~11 roce vlády potlačil nájezdníky z Libye. Navázal spojenecké vztahy s archaickým Řeckem a umožnil zakládání enkláv řeckých osad.
Jeho syn Necho II. se již střetával s expanzí Achaimenovců, kteří útočili na Asýrii a Necho II. Asyřany spolu s Řeky podporoval. Nicméně se dostal do střetu s Nabukadnesarem II. a v bitvě u Karchemiše byl poražen. Původní egyptské území přešlo pod vládu Novobabylonské říše. Necho II. se i potom prohlašoval za faraona dvou zemí Horního a Dolního Egypta. V nápisu na stěně v Serapeu  zanechal nápis,
Veličenstvo král Horního a Dolního Egypta, Necho, ať žije věčně, vyrobil všechny rakve a každou věc vynikající a užitečnou pro tohoto vznešeného boha Augusta Apise. Postavil pro něj místo v nekropoli (Sakkára) z jemného vápence, vynikajícího zpracování. Dosud se od počátku nestalo, aby mu tak mohl být poskytnut veškerý život, stabilita, spokojenost, zdraví a radost ze srdce, jako Re, navždy.
 Brastead §979
Peršané postupně ovládli rozsáhlá území Levanty a ve vrcholné fázi pak ovládli Egypt, když v bitvě u Pelúsia perský král Kambýsés II. vojska Psammetika III. (posledního faraona 26. dynastie) porazil. Kambýsés II. se pak stal zakladatelem 27. dynastie.

## Panovníci

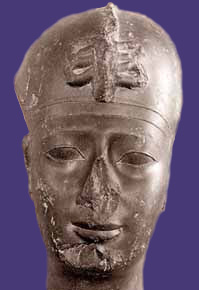
Busta faraona Vahibre; muzeum Louvre

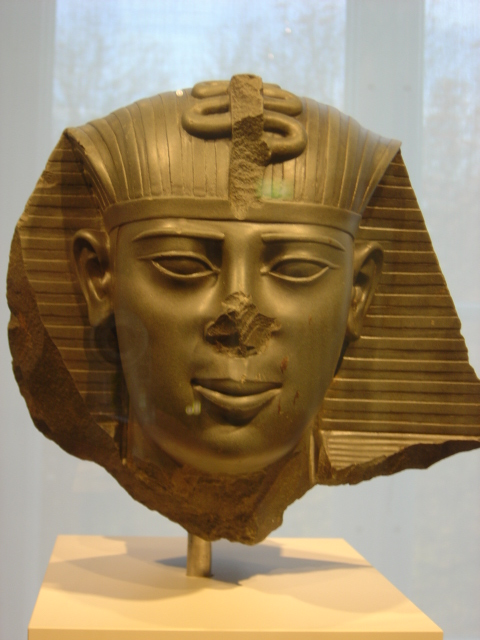
Busta faraona Ahmose; museum Berlin

| n · kA | w |

| n · kA | w |

|          |     |
| \| \| \| |     |
|          |     |
| ra · mn  | xpr |

| ra · mn | xpr |

|          |     |
| \| \| \| |     |
|          |     |
| ra · mn  | xpr |

| ra · mn | xpr |

|          |     |
| \| \| \| |     |
|          |     |
| ra · mn  | xpr |

| ra · mn | xpr |

|          |     |
| \| \| \| |     |
|          |     |
| ra · mn  | xpr |

| ra · mn | xpr |

| p · O34 | m | T · V31 |

| p · O34 | m | T · V31 |

|             |     |    |
| \| \| \| \| |     |    |
|             |     |    |
| ra          | wAH | ib |

| ra | wAH | ib |

|             |     |    |
| \| \| \| \| |     |    |
|             |     |    |
| ra          | wAH | ib |

| ra | wAH | ib |

|             |     |    |
| \| \| \| \| |     |    |
|             |     |    |
| ra          | wAH | ib |

| ra | wAH | ib |

|             |     |    |
| \| \| \| \| |     |    |
|             |     |    |
| ra          | wAH | ib |

| ra | wAH | ib |

| n · D28 | G43 |

| n · D28 | G43 |

|                |     |   |    |
| \| \| \| \| \| |     |   |    |
|                |     |   |    |
| N5             | F25 | m | ib |

| N5 | F25 | m | ib |

|                |     |   |    |
| \| \| \| \| \| |     |   |    |
|                |     |   |    |
| N5             | F25 | m | ib |

| N5 | F25 | m | ib |

|                |     |   |    |
| \| \| \| \| \| |     |   |    |
|                |     |   |    |
| N5             | F25 | m | ib |

| N5 | F25 | m | ib |

|                |     |   |    |
| \| \| \| \| \| |     |   |    |
|                |     |   |    |
| N5             | F25 | m | ib |

| N5 | F25 | m | ib |

| Q3 | S29 | G17 | V13 · V31 |

| Q3 | S29 | G17 | V13 · V31 |

|             |     |     |
| \| \| \| \| |     |     |
|             |     |     |
| N5          | F35 | F34 |

| N5 | F35 | F34 |

|             |     |     |
| \| \| \| \| |     |     |
|             |     |     |
| N5          | F35 | F34 |

| N5 | F35 | F34 |

|             |     |     |
| \| \| \| \| |     |     |
|             |     |     |
| N5          | F35 | F34 |

| N5 | F35 | F34 |

|             |     |     |
| \| \| \| \| |     |     |
|             |     |     |
| N5          | F35 | F34 |

| N5 | F35 | F34 |

| N5 | V29 | ib |

| N5 | V29 | ib |

|                |     |           |    |
| \| \| \| \| \| |     |           |    |
|                |     |           |    |
| N5             | V28 | D36 · D36 | ib |

| N5 | V28 | D36 · D36 | ib |

|                |     |           |    |
| \| \| \| \| \| |     |           |    |
|                |     |           |    |
| N5             | V28 | D36 · D36 | ib |

| N5 | V28 | D36 · D36 | ib |

|                |     |           |    |
| \| \| \| \| \| |     |           |    |
|                |     |           |    |
| N5             | V28 | D36 · D36 | ib |

| N5 | V28 | D36 · D36 | ib |

|                |     |           |    |
| \| \| \| \| \| |     |           |    |
|                |     |           |    |
| N5             | V28 | D36 · D36 | ib |

| N5 | V28 | D36 · D36 | ib |

| N12 | F31 | R24 | G39 |

| N12 | F31 | R24 | G39 |

|                |    |   |    |
| \| \| \| \| \| |    |   |    |
|                |    |   |    |
| N5             | W9 | m | ib |

| N5 | W9 | m | ib |

|                |    |   |    |
| \| \| \| \| \| |    |   |    |
|                |    |   |    |
| N5             | W9 | m | ib |

| N5 | W9 | m | ib |

|                |    |   |    |
| \| \| \| \| \| |    |   |    |
|                |    |   |    |
| N5             | W9 | m | ib |

| N5 | W9 | m | ib |

|                |    |   |    |
| \| \| \| \| \| |    |   |    |
|                |    |   |    |
| N5             | W9 | m | ib |

| N5 | W9 | m | ib |

| p | s | m | T · V31 |

| p | s | m | T · V31 |

|             |     |         |
| \| \| \| \| |     |         |
|             |     |         |
| N5          | S34 | D28 · n |

| N5 | S34 | D28 · n |

|             |     |         |
| \| \| \| \| |     |         |
|             |     |         |
| N5          | S34 | D28 · n |

| N5 | S34 | D28 · n |

|             |     |         |
| \| \| \| \| |     |         |
|             |     |         |
| N5          | S34 | D28 · n |

| N5 | S34 | D28 · n |

|             |     |         |
| \| \| \| \| |     |         |
|             |     |         |
| N5          | S34 | D28 · n |

| N5 | S34 | D28 · n |

## Monumenty

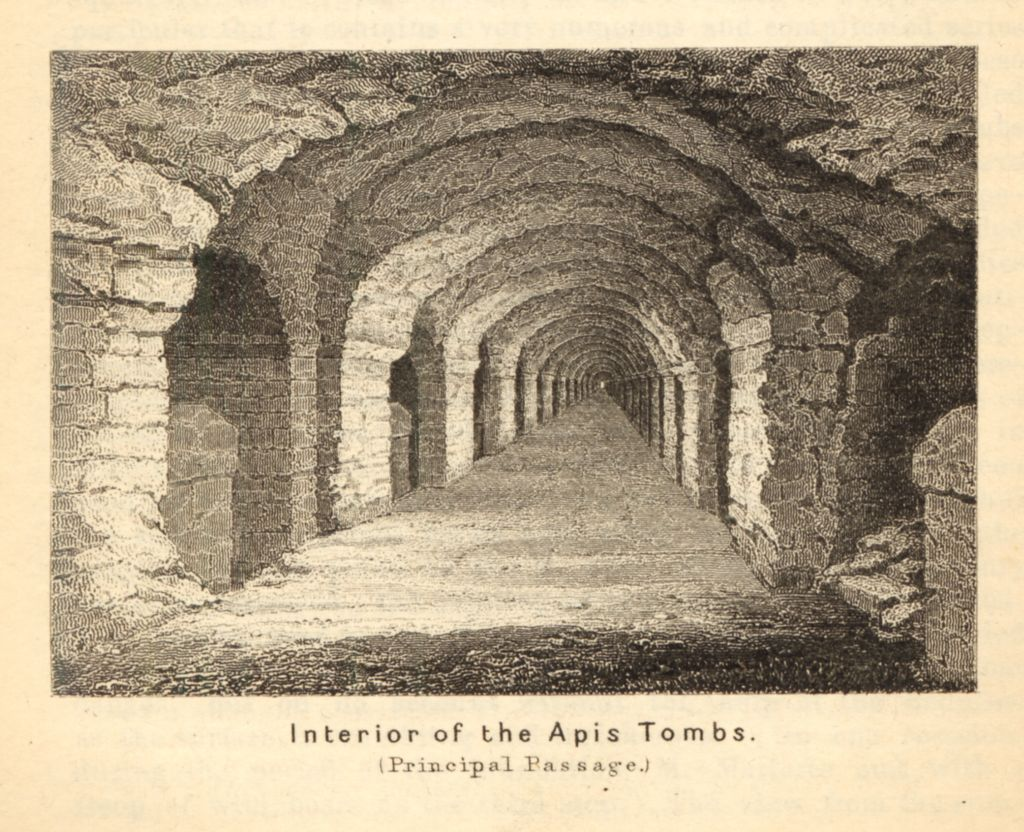
Serapeum, hrobka posvátných býků, r.1885

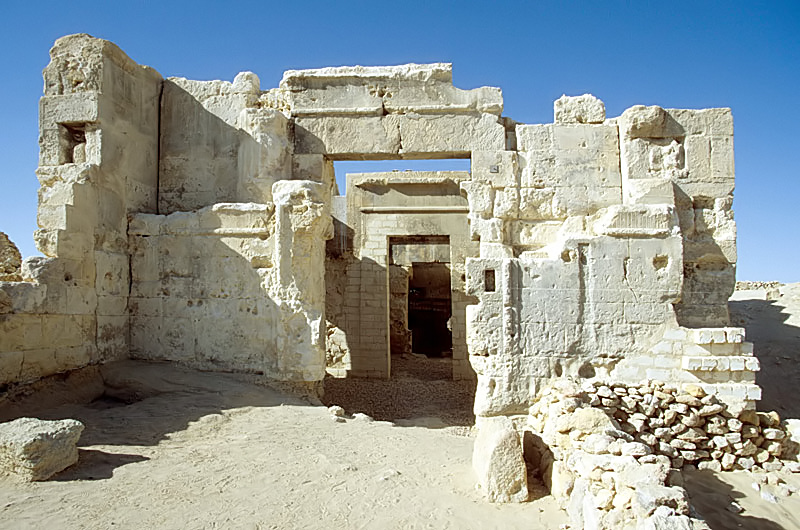
Chrám Amona v oáze Siwa

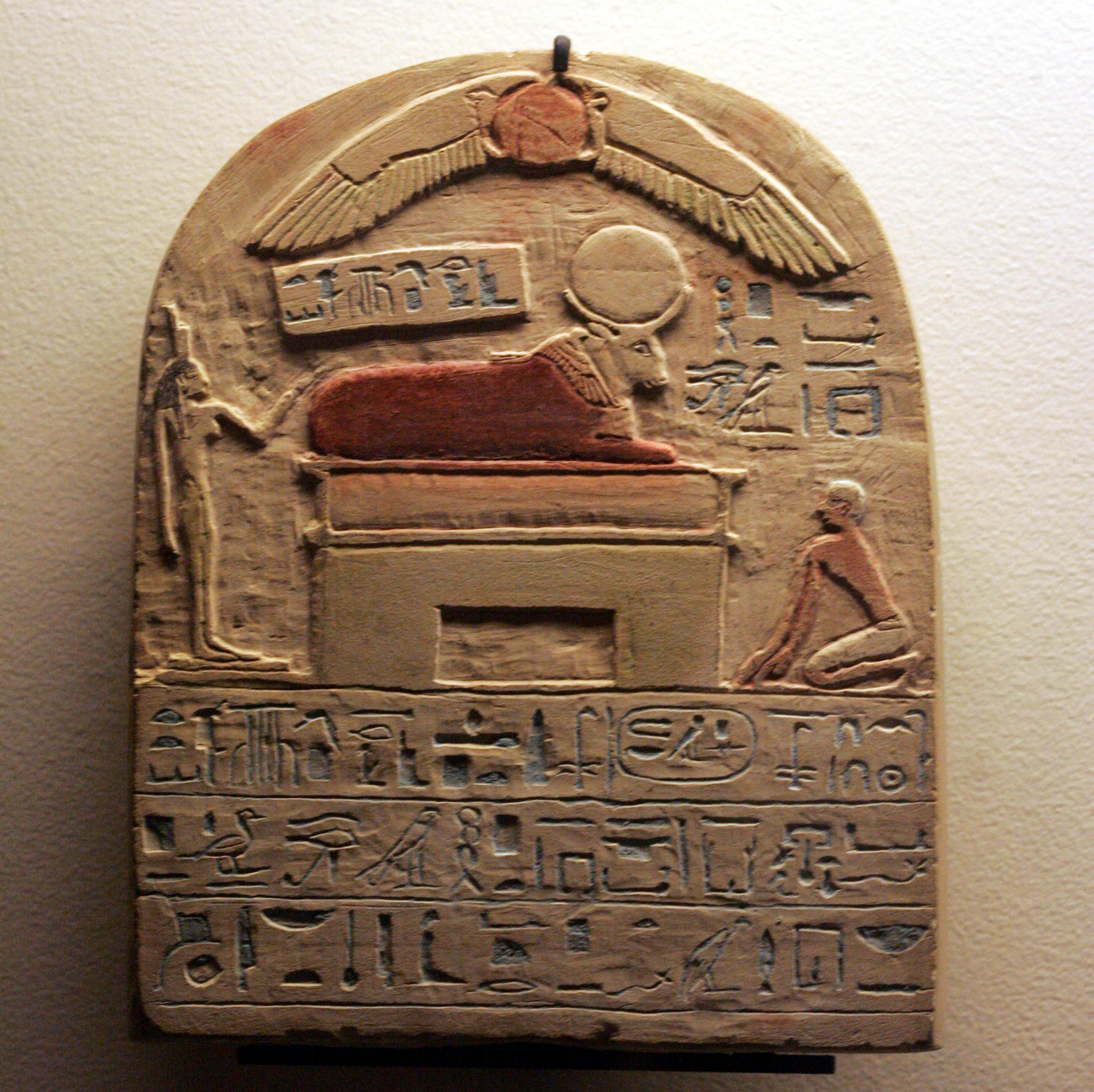
Stela věnovaná posvátnému býku Apisovi v 21. roce vlády Psammetika I.

Patrně nejvýznamnější stavební činností za vlády Psammetika I. byla dostavba nekropole posvátných býků Apisů v Serapeu, kde nechal vystavět velkou galerii s 28 pohřebními nikami osazenými granitovými nebo bazaltovými sarkofágy, do kterých byli ukládáni mumifikovaní býci. Celková rozloha byla zvětšena až o 350 m délky, 5 m výšky a 3 m šířky. Dílo bylo dokončeno v 52. roce vlády Psammetika I. Kromě jednoho sarkofágu, který nalezl Auguste Mariette v roce 1850, byly všechny vyloupeny. Nevyloupený sarkofág je vystaven v Zemědělském muzeu v Káhiře.
Stéla datovaná 21. roce vlády Psamtheka obsahuje text:
Rok vlády 21 krále Psammtheka. Oběť, kterou král, především Osiris Apisovi
Západu, dává invokační oběť volů a ptáků za Ka otvírače dveří chrámu Ptaha Horwedja, syna Pennebnehet  jeho matka Tanaqer, pravá hlasu, milenka úcty…

Podobnou stélu věnoval faraon Apries ve 12. roce své vlády k poctě úmrtí posvátného býka Apise, který zemřel ve věku 17 roků, 7 měsíců a 17 dní

Mapa obnoveného kanálu ve Wadi Tumulat mezi Nilem a Rudým mořem

Faraon Necho II.  dal vybudovat (obnovit) kanál spojující větev Nilu do Pelusia přes Wadi Tumulat, vedoucí přírodní územní depresí do Rudého moře poblíž Suezu. V budoucnu se stal součástí plánů Suezského průplavu. Historické úsilí vybudovat spojení Nilu s Rudým mořem se datuje již k vládě faraona Senusreta III. z 12. dynastie.
Další stavbou Nacha II. byl chrám boha Amona v oáze Síwa.
Historie sídla Sais 26. dynastie není dosud v archeologických výzkumech ukončena, rozsáhlé práce jsou prováděny v gesci University Durham.

## Šachtové hrobky vAbúsíru
Intenzivní výzkum lokalit na Sakkáře, kromě jiných, odkryl hrobky z pozdní "Saiské" doby ponořené v hlubokých šachtách. Tyto specifické šachtové hrobky se nacházejí v lokalitě memfidské nekropole. Dosud známých je čtrnáct, z nich jmenovitě :
- Hrobka úředníka Djenhebu s funkcí admirála působícího přibližně za vlády faraona Amesise II. V pohřební komoře se nalezl bazaltový sarkofág, kanopické nádoby, zlaté přívěsky a zlatem zdobená obinadla.
- Hrobka s jménem Psamtik, úředníka za vlády Amesise II.
- Hrobka prince Pediese, syn Psammetika I. ; hrobka poblíž pyramidy Džosera
- Hrobka Amen-tefnakht, v místě poblíž satelitní pyramidy Unase z 5. dynastie. Byl vojenským velitelem, ochráncem paláce.[15]
- Hrobka hodnostáře Menechibnekona, prozkoumaná českými egyptology v letech 2004–2008.[16]
- Hrobka Vedžahorresnetova, podrobně prozkoumaná českými egyptology v letech 1980, výsledky publikovány 1999 [17][18]
- Hrobka Iufaa, rovněž prozkoumaná českými egyptology v roce 1996, poskytla unikátní nálezy nevyloupené hrobky. Po odkrytí víka sarkofágu se objevila mumifikovaná mumie Iufaa. Působením vlhkosti pod zábaly a pokryvy pryskyřice došlo k nevratnému poškození ostatků. Ve vedlejších komorách šachty bylo objeveno dalších pět pohřbů, patrně s Iufaem spřízněných osob.[18][19] Společným znakem všech dosud odkrytých šachtových hrobek byla málo znatelná hliněná nadzemní nástavba, pod kterou v profilu až 13x13 m a hloubce 22 m (hrobka Iufaa) byla šachta vyhloubená v relativně měkké hornině tafla (eocenní vápnitý jílovec). Ve stěně byly vybudovány pobočné komory různého významu, často i dalších pohřbů. Pohřební komora se sarkofágem byla bohatě zdobená. Zde byly nalezeny cenné artefakty, kanopy, fajánsové vešebty, kusy dřevěného nábytku aj.
Objevení a podrobný průzkum šachtové hrobky Iufaa českými egyptology představují unikátní nález, kterému se dostalo mezinárodního ocenění.[20]

## Epilog
Po většinu prvního tisíciletí př. n. l. byl hlavním sídlem moci sever Egypta, možná nejpozoruhodněji Tanis s vládou Libyjců a častými střety se soupeřících vládců na jihu.
S úsvitem dvacáté šesté dynastie a nástupem saiských vládců, kteří pocházeli ze severního nomu Sais a používali síť guvernérů libyjského původu k ovládání delty Nilu, mocenský vliv severu pokračoval. Memphis, město poblíž vrcholu Nilu a delty a bylo přirozeným správním centrem těchto nových severních vládců Horního a Dolního Egypta. Kromě toho byl sever Egypta oblastí, která byla nejvíce ohrožena pohybem a posilováním jejích sousedů a dalších rostoucích mocností - v raném období Asýrie , v pozdním období pak Perské říše a byl proto nezbytný pro udržení nezávislosti Egypta. V důsledku toho byl Memphis v tomto období klíčovým městem. Saitská linie králů věřila, že „obnovení náboženských kultů Egypta je nástrojem jak nacionalistického kulturního obrození, tak hospodářské politiky“, a v důsledku toho a důležitosti Memfidy kultuy Ptaha , hlavního boha města a jeho emanaci, býku Apisovi, se dostalo královské pozornosti. Je to patrné z výstavby dvora v chrámu Ptahova údolí za vlády Psamtheka I. (664–610 př. n. l.), kde bydleli během svého života Apisové. Je to také patrné ze Serapea – místa pohřbu Apisů – kde za stejné vlády začala stavba Velkých kleneb. Vedle Apisova kultu se na nekropoli rozvíjelo také uctívání jiných božstev a pohřbívání pro ně posvátných mumifikovaných zvířat v katakombách.